# 杰夫·帕林
杰夫·帕林（英語：Geoff Parling；1983年10月28日—）是一位英格蘭橄欖球運動員。他是英格蘭國家橄欖球隊的一員，代表英格蘭參加了2015年世界盃橄欖球賽。